# Quintana Roo
Quintana Roo (forkortes Q.R.) er en stat i Mexico på den østlige del af Yucatán-halvøen. Mod nord og vest har den grænse til de mexicanske stater Yucatán og Campeche, mod 
øst til det Caribiske Hav og mod syd til landet Belize.
Hovedstaden i Quintana Roo hedder Chetumal. I Quintana Roo ligger også feriebyen Cancún, øerne Cozumel og Isla Mujeres, byerne Bacalar, Felipe Carrillo Puerto, Playa del Carmen, Puerto Juarez og Puerto Morelos, foruden mayaruinerne Chacchoben, Chakanbakán, Chamax, Coba, Dzibanché, El Meco, Ichpaatán, Kohunlich, Muyil, Oxtankah, Tankah, Tulum, Tupak, Xel-Há og Xcaret.
Staten har et areal på 50.350 km² og et indbyggertal på omkring 1.200.000 (2003), hvoraf mange bor i Cancún. I 1970 havde staten kun omkring 90.000 indbyggere. Indbyggertallet vokser hurtigt på grund af hotelopførelser og det deraf følgende behov for mere arbejdskraft. Mange af statens immigranter kommer fra Yucatan, Campeche, Tabasco og Veracruz. ISO 3166-2-koden er MX-ROO.
1. ↑  Número de habitantes - Quintana Roo (fra Wikidata).